# Sosibia cornuta
Sosibia cornuta är en insektsart som beskrevs av Chen, S.C. och Yun He He 2008. Sosibia cornuta ingår i släktet Sosibia och familjen Diapheromeridae. Inga underarter finns listade i Catalogue of Life.